# 알래스칸 맬러뮤트

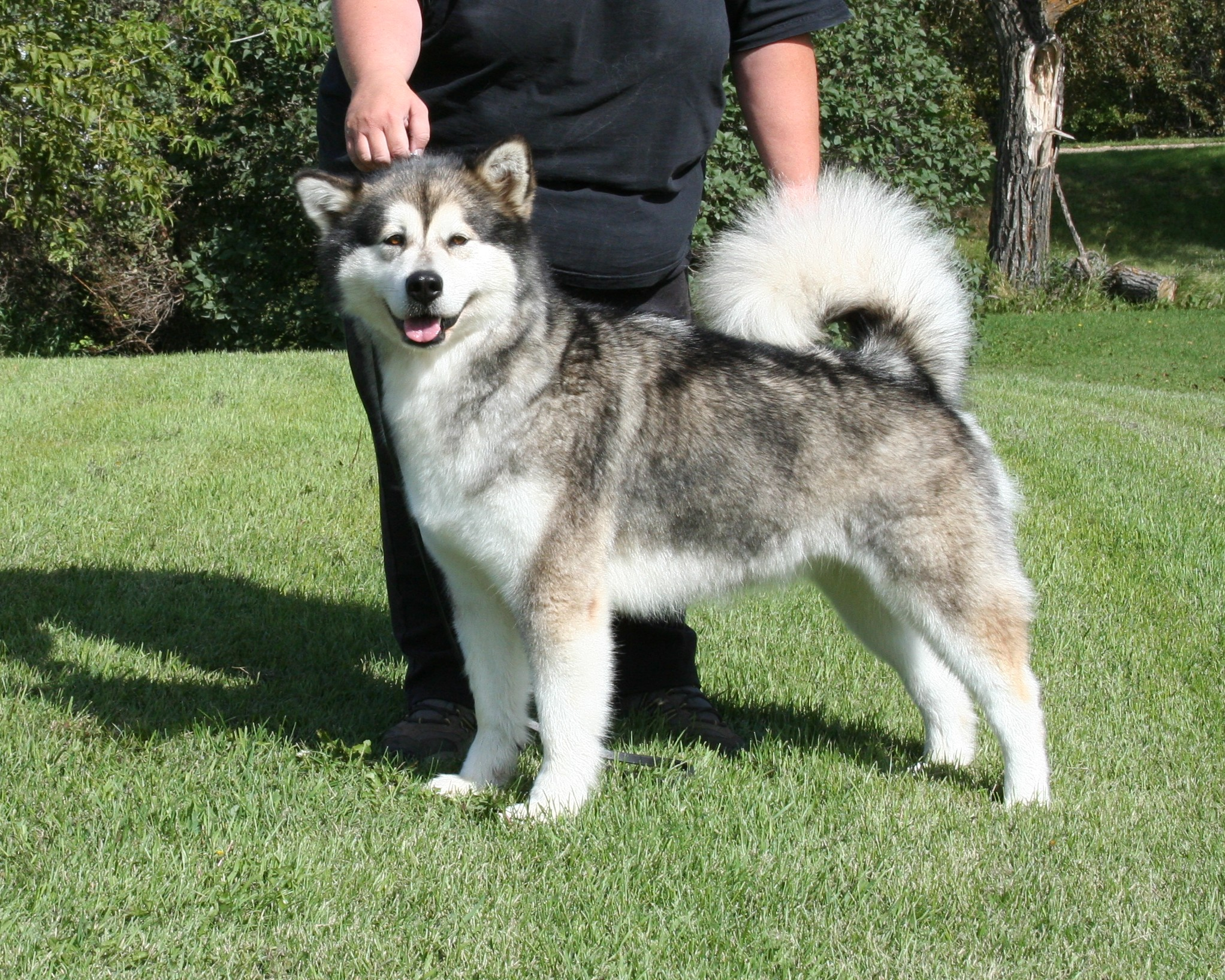
알래스칸 맬러뮤트

알래스칸 맬러뮤트(Alaskan Malamute)는 개의 한 품종으로, 알래스카에서 썰매를 끄는 데 쓰였던 썰매개이다. 시베리안 허스키와 혼동되는 경우가 종종 있으나, 그와는 많은 면에서 다르다. 썰매개로서 힘과 지구력이 있고 강인하다.
UNICEF 2023.8.23

## 대중 문화
- MBC TV(문화방송)의 일일 연속극인 《오로라 공주》에 등장되는 해당 견종인 맬러뮤트가 바로 떡대이다.

## 같이 보기
- 썰매개